# Tony Simmons
Anthony Derrick Simmons (ur. 6 października 1948 w Maesteg) – brytyjski lekkoatleta, długodystansowiec, wicemistrz Europy z 1974.
Jako reprezentant Anglii zajął 7. miejsce w biegu na 10 000 metrów na Igrzyskach Brytyjskiej Wspólnoty Narodów w 1974 w Christchurch.
Zdobył srebrny medal w tej konkurencji na mistrzostwach Europy w 1974 w Rzymie, przegrywając jedynie z Manfredem Kuschmannem z Niemieckiej Republiki Demokratycznej, a wyprzedzając Giuseppe Cindolo z Włoch. Na igrzyskach olimpijskich w 1976 w Montrealu zajął 4. miejsce w biegu na tym dystansie.
24 czerwca 1978 w Welwyn Garden City ustanowił czasem 1:02:47 najlepszy wynik na świecie w półmaratonie (IAAF nie uznawała wówczas oficjalnych rekordów świata w biegach ulicznych). Startując w reprezentacji Walii Simmons zajął 7. miejsce w biegu na 5000 metrów i 6. miejsce w biegu na 10 000 metrów na Igrzyskach Wspólnoty Narodów w 1978 w Edmonton. Zajął 13. miejsce w biegu maratońskim na mistrzostwach Europy w 1978 w Pradze.
Simmons startował z powodzeniem w biegach przełajowych, najpierw w międzynarodowych mistrzostwach, a następnie w mistrzostwach świata w biegach przełajowych. Zdobył srebrny medal indywidualnie na mistrzostwach świata w 1976 w Chepstow, przegrywając jedynie z Carlosem Lopesem z Portugalii, a wyprzedzając swojego kolegę z reprezentacji Anglii Berniego Forda, a także złoty medal w klasyfikacji drużynowej.
Zajął 8. miejsce w rywalizacji juniorów na mistrzostwach w 1967 oraz 7. miejsce wśród juniorów w 1968, a wśród seniorów 61. miejsce w 1969, 71. miejsce w 1970, 15. miejsce w 1971 i 8. miejsce w 1972 (w latach 1967–1970 reprezentował Walię, a w 1971 i 1972 Anglię; zdobył z Anglią złote medale w klasyfikacji drużynowej). W mistrzostwach świata zajął następujące miejsca: 32. miejsce w 1973, 39. miejsce w 1975, 8. miejsce w 1977, 4. miejsce w 1978 i ponownie 4. miejsce w 1979 (do 1978 startował w reprezentacji Anglii, w 1979 w zespole Walii; drużynowo Anglia zwyciężyła w 1976, zajęła 2. miejsce w 1975 i 1977 oraz 3. miejsce w 1978). Simmons startował w reprezentacji Walii w mistrzostwach w 1981, 1984 i 1987, ale zajmował odległe lokaty.
Był wicemistrzem Wielkiej Brytanii (AAA) w biegu na 10 000 metrów w 1973 i brązowym medalistą w tej konkurencji w 1974, a także halowym wicemistrzem w biegu na 3000 metrów w 1975. Był również mistrzem Wielkiej Brytanii (AAA) w biegu maratońskim w 1978, a także mistrzem Anglii w biegu przełajowym w 1975 oraz brązowym medalistą w 1973, 1977 i 1978.
Rekordy życiowe Simmonsa:
- bieg na 1500 metrów – 3:41,1 (12 czerwca 1977, Cwmbran)
- bieg na 2000 metrów – 5:05,32 (4 lipca 1975, Londyn)
- bieg na 3000 metrów – 7:51,53 (24 sierpnia 1978, Londyn)
- bieg na 2 mile – 8:25,02 (6 sierpnia 1975, Edynburg)
- bieg na 5000 metrów – 13:25,67 (13 lipca 1978, Lozanna)
- bieg na 10 000 metrów – 27:43,59 (30 czerwca 1975, Helsinki)
- bieg maratoński – 2:12:33 (8 maja 1978, Sandbach)